# Old Town Transit Center
Old Town Transit Center es una estación de transporte intermodal localizada en Old Town, en la ciudad de San Diego, California. Es utilizada por el Tranvía de San Diego, el COASTER y la línea Pacific Surfliner.

## Historia
La estación Old Town Transit Center fue construida en la década de 1990 y el Tranvía de San Diego fue extendido aquí en 1996. En noviembre de 1997 la línea, renombrada Línea Azul (Blue Line), fue extendida hasta Mission Valley. En 2005 la Línea Azul fue extendida una vez más hacia el este. Esta expansión se convirtió en la nueva Línea Verde (Green Line), por lo que todos los trenes de esta línea tienen su terminal aquí.

## Zona
La estación se encuentra localizada cerca de la Interestatal 5 entre la Calle Taylor y la Autopista Pacific.

## Conexiones
La estación cuenta con conexiones de la línea Pacific Surfliner de Amtrak y el San Diego Coaster. No todos los trenes Amtrak en San Diego sirven a Old Town Transit Center, ya que sirven a San Diego Union Station y a la estación Solana Beach.
La terminal es la estación de las rutas del Sistema Metropolitano de Tránsito de San Diego 8, 9, 10, 28, 30, 35, 44, 88, 105 y 150. La terminal cuenta también con un túnel que conecta a las terminales de autobuses con los trenes.